# Cliffortia tenuis
Cliffortia tenuis är en rosväxtart som beskrevs av August Henning Weimarck. Cliffortia tenuis ingår i släktet Cliffortia och familjen rosväxter. Inga underarter finns listade i Catalogue of Life.